# Manthelan
Manthelan település Franciaországban, Indre-et-Loire megyében. Lakosainak száma 1377 fő (2022. január 1.). Manthelan Bossée, La Chapelle-Blanche-Saint-Martin, Dolus-le-Sec, Le Louroux, Mouzay, Vou és Tauxigny-Saint-Bauld községekkel határos.

## Népesség
A település népességének változása:
| Lakosok száma | 1202 | 1093 | 1075 | 1308 | 1419 | 1385 | 1363 | 1348 | 1358 | 1377 |
|               | 1968 | 1982 | 1990 | 2006 | 2013 | 2015 | 2017 | 2019 | 2020 | 2022 |